# Miriam Mafai
Miriam Mafai, née à Florence le 2 février 1926, morte à Rome le 9 avril 2012, est une journaliste, écrivaine et femme politique italienne.

## Biographie
Fille des artistes Mario Mafai et Antonietta Raphaël, juive lituanienne, fondateurs de l'École romaine de peinture, Miriam Mafai grandit avec ses sœurs Simona et Giulia (1930-2021), dans un environnement culturel riche, proche des antifascistes.
Expulsée de l'école publique par la promulgation des lois raciales de 1938, elle est inscrite dans des écoles privées puis la famille déménage à Gênes à l'été 1939.
De retour à Rome après la chute du régime fasciste, Simona et Miriam Mafai participent à partir de septembre 1943 à l'organisation clandestine du Parti communiste. En 1944, au bureau de presse du ministère de l'Italie occupée, dirigé par Mauro Scoccimarro, elle rencontre Giancarlo Pajetta dont elle devient l'amie. Après la guerre, elle rejoint le Parti communiste italien et épouse Umberto Scalia, secrétaire de la Fédération PCI de L'Aquila, de l'union duquel sont nés sa fille Sara et son fils Luciano.
Au début des années cinquante, elle est conseillère municipale de Pescara en charge de l'aide aux personnes déplacées et démunies. Elle commence alors une carrière de journaliste.
À la fin des années 1950, Miriam Mafai est correspondante à Paris pour l'hebdomadaire Vie Nuove, puis elle travaille pour L'Unità et du milieu des années 1960 à 1970, elle est directrice de la revue féministe Noi donne. En 1962, elle entame une relation avec Giancarlo Pajetta qui durera jusqu'à la mort de ce dernier en 1990.
Elle contribue à la naissance de La Repubblica en 1976. De 1983 à 1986, elle a également été présidente de la Fédération nationale de la presse italienne. Dans les années 1980, Miriam Mafai ajoute au journalisme l'écriture de livres.
En 1994, elle rejoint le parti  Alleanza Democratica et est élue à la Chambre des députés, dans la XIIe législature. Elle participe au jury de  la Mostra de Venise 1996.
En 2005, elle a remporté le prix Indro Montanelli, pour son activité consacrée au développement de la culture italienne du XXe siècle, avec une attention particulière au monde féminin. En 2010, Elle affronte Silvio Berlusconi pour ses propos sexistes dans le cadre du Scandale du Rubygate.
Dans ses articles, Miriam Mafai est intervenue sur le divorce, l'avortement, le référendum, la laïcité de l'État, la loi sur la fécondation assistée et la condition de la femme, ainsi que sur la politique et le droit des travailleurs.
Elle est enterrée au cimetière anglais de Rome.

## Livres
- Lombardi, Milano, Feltrinelli, 1976.
- L'apprendistato della politica. Le donne italiane nel dopoguerra, Roma, Editori Riuniti, 1979.
- L'uomo che sognava la lotta armata. La storia di Pietro Secchia, Milano, Rizzoli, 1984.  (ISBN 88-17-53498-6)
- Pane nero. Donne e vita quotidiana nella seconda guerra mondiale, Milano, Arnoldo Mondadori Editore, 1987.  (ISBN 88-04-29840-5)
- Il lungo freddo. Storia di Bruno Pontecorvo, lo scienziato che scelse l'Urss, Milano, Mondadori, 1992.  (ISBN 88-04-33922-5)
- avec Ginevra Conti Odorisio et Gianna Schelotto Il morso della mela. Interviste sul femminismo, Rionero in Vulture, Calice, 1993.
- éditrice Le donne italiane. Il chi è del '900, Milano, Rizzoli, 1993.  (ISBN 88-17-84229-X)
- Botteghe oscure, addio. Com'eravamo comunisti, Milano, Mondadori, 1996.  (ISBN 88-04-41051-5)
- Dimenticare Berlinguer. La sinistra italiana e la tradizione comunista, Roma, Donzelli editore, 1996.  (ISBN 88-7989-291-6)
- Il sorpasso. Gli straordinari anni del miracolo economico, 1958-1963, Milano, Mondadori, 1997.  (ISBN 88-04-40062-5)
- avec Vittorio Foa e Alfredo Reichlin Il silenzio dei comunisti, Torino, Einaudi editore, 2002.  (ISBN 88-06-16353-1), traduit par Jean-Pierre Vincent Le silence des communistes Paris : l'Arche 2007[2]. La pièce est présentée au festival d'Avignon en juillet 2007 dans une mise en scène de Jean-Pierre Vincent
- Diario italiano, 1976-2006, Roma-Bari, Laterza éditrice, 2006.  (ISBN 88-420-8097-7)
- Una vita, quasi due, Milano, Rizzoli, 2012.  (ISBN 978-88-17-06090-5)